# Martin Brasch
Martin Brasch, o Jovem (Grubenhagen, Mecklenburg, 1565 — Rostock, 24 de Abril de 1601) foi filósofo, poeta épico e lírico, e professor de lógica aristotélica da Universidade de Rostock. Era filho de Martin Brasch, o Velho, de Grubenhagen. Em 1580 mudou-se para Rostock onde graduou-se como Bacharel em 1586, tendo mais tarde recebido seu grau de Mestrado. Em 1589 tornou-se o primeiro reitor da Escola em Malchin, e depois subreitor do ginásio em Stralsund. Em 1593, foi nomeado por Adolfo Frederico I, Duque de Mecklenburgo professor titular de Lógica da Universidade de Rostock, sucedendo a Matthias Flacius, o Jovem (1547-1593), que ocupou o cargo anteriormente. Braschio manteve o cargo até sua morte, quando foi sucedido por Peter Sasse (1571-1642).

## Obras
- De labore et otio, Martini Braschii oratio, Elegia ad ... - 1590
- Scholarum et rectae institutionis assertio - 1591
- De praecipuis studiorum pestibus sive impedimentis Martini Braschii oratio publicè in exordio lectionis analyt. prior. Aristotelis recitata in Academiâ Rostochiensi anno 1596. Nunc primum in lucem edita
- Classicum ad Germanos contra Turcas Musulmannos recitatum in Academia Rostochi - 1596
- Ad reverendissimum et illustrissimum principem et Dominum, Dn. Ioachimum Fridericum postulatum Administratorem Primatus et Archiepiscopatus Magdeburgensis, Marchionem Brandeburgensem ... Dominum suum clementissimum cum ad coronationem Christiani IV. Potentißimi Daniae Regis iturus Rostochium illustri Comitatu ingrederetur Melos, faustae acclamationis gratia - 1596
- Varadini Hungariae Propugnaculi ampli et munitissimi contra Turcarum incredibilem vim et multitudinem et continuam aliquot septimanarum oppugnationem quae incidit in mens ... anni 1598 ; Militum Silesiorum et Hungarorum manu et fortitudine ...
- Satyræ Primæ Horatianae, Quæ est de Vitijs hominum usitatissimus Mempsimoiria kai pleonexia Paraphrasis Oratoria insertis singulis Poetæ verbis Martini Braschii, Vtilis & iucunda lectu - 1598
- De eloquentiae et oratoriae facultatis vi et praestantia, eiusque causis - 1598
- Oratio panegyrica ad ... Ulricum Ducem Megapolitanum ...: Visitationem Acad ... - 1599
- De Vita Et Morte Clarissimi Et Consultissimi Viri Henrici Camerarii, Iureconsulti praestantissimi, Professoris Academiae Rostochiensis laudatissimi, Principum Lunaeburgensium, Pomeraniae, & inferioris Saxoniae consiliarii: Qui ... Anno Christi 1601. undecimo Februarii ... ex hac miseriarum valle cum omnium bonorum dolore evocati ; Oratio